# Grynocharis oblonga
Grynocharis oblonga là một loài bọ cánh cứng trong họ Trogossitidae. Loài này được Linnaeus miêu tả khoa học năm 1758.